# Jens Bohlken
Jens Bohlken (* 1952) ist ein deutscher Mediziner und Soziologe.
Er bestand 1971 am Tulla-Gymnasium in Mannheim das Abitur. Von 1972 bis 1977 studierte er in Marburg und Frankfurt Soziologie und von 1975 bis 1982 Humanmedizin in Marburg. Die soziologische Diplomarbeit (1976) verfasste er zu einem krankenhaus-soziologischen Thema. Die medizinische Dissertation (1987) über psychiatrische Visitenkommunikation wurde von Wolfgang Blankenburg und Johannes Siegrist betreut. Die Ausbildung zum Facharzt für Neurologie und Psychiatrie (1983 bis 1991) erfolgte u. a. am Bundeswehrkrankenhaus in Hamburg und an der psychiatrischen Universitätsklinik in Berlin (Hanfried Helmchen). Nach oberärztlicher Tätigkeit bei Wolfgang Greve (1991 bis 1994) ließ er sich kassenärztlich als Arzt für Neurologie und Psychiatrie in Berlin-Spandau nieder. Seine ambulante ärztliche Tätigkeit (1994 bis 2019) galt insbesondere der Versorgung von Patienten mit kognitiven Störungen und Demenzen.
Die Tätigkeit als niedergelassener Arzt wurde begleitet durch ein reges Forschungsinteresse. In Zusammenarbeit mit Hendrik van den Bussche, dem Epidemiologen Karel Kostev, dem Sozialmediziner Michael Rapp und unter Betreuung des Rehabiltationsmediziners Heinz Völler (Potsdam) erfolgte 2017 die Promotion zum Dr. phil. mit dem Dissertationsthema Ambulante medikamentöse Behandlung von Patienten mit Demenz. Seit 2019 ist er als Gastwissenschaftler am Institut für Sozialmedizin, Arbeitsmedizin und Public Health des Universitätsklinikums Leipzig unter der Leitung von Steffi Gerlinde Riedel-Heller tätig.

## Werk
Während seiner universitären Facharztausbildung publizierte er in den 1990er Jahren zu Themen der Arzt-Patient-Kommunikation sowie zum Einfluss politischer Ereignisse auf den Krankheitsverlauf von chronisch psychisch erkrankten Patienten. Während seiner Zeit als niedergelassener Neurologe und Psychiater folgten Studien zur medikamentösen und nicht-medikamentösen Therapie der Demenzen sowie zur Bedeutung leichter kognitiven Störung in der ambulanten neuro-psychiatrischen Versorgung.
Kontinuierlich war und ist er mit Themen zu Inzidenz und Prävalenz von leichten kognitiven Störungen und von Demenzen befasst. Zum Forschungsfeld gehörten auch andere Störungen wie z. B. Parkinson, Delir und manisch-depressiven Erkrankungen.
Während der Coronapandemie war er an Untersuchungen zu den pandemiebedingten Belastungen des medizinischen Personals, zu den psychischen Folgen bei hausärztlich behandelten Patienten sowie den Folgen von Covid-19-Infektionen auf kognitive Störungen beteiligt.

## Veröffentlichungen (Auswahl)
- Ambulante medikamentöse Behandlung von Patienten mit Demenz. Dissertation 2016 – PDF siehe www.researchgate.de.
- Ärztliche Kommunikation. In: Schuller, A. et al. (Hrsg.): Medizinsoziologie: Ein Studienbuch, Stuttgart Berlin Köln, Kohlhammer 1992, S. 108–117.
- zusammen mit: M. Linden, Compliance und Psychopharmakotherapie. In: P. Riederer, G. Laux, W. Pöldinger, W. (Hrsg.): „Neuro-Psychopharmaka“, Bd 1. Springer Verlag Wien 1992, S. 202–209.
- Konflikte in psychiatrischen Visitengesprächen. MMG 17,1992:. 233-241.
- zusammen mit Bihl, T. Das Gespräch zwischen Arzt und Patient in der Lithium-Sprechstunde. In: B. Müller-Oerlinghausen, A. Berghöfer: Ziele und Ergebnisse der medikamentösen Prophylaxe affektiver Psychosen. Thieme Verlag Stuttgart New York, 1994, S. 75–87.
- zusammen mit J., Priebe, S. Political change and course of affective psychoses: Berlin 1989/1990. In: Psychiatry research, 1991, 37, 1-4.
- zusammen mit  M. Schulz, M. A. Rapp, J. Bätzing-Feigenbaum, Pharmacotherapy of dementia in Germany: Results from a nationwide claims database. Eur. J Neuropsychopharmcol.  2015 Dec; 25(12), S. 2333–8
- zusammen mit S. Weber, S. Forstmeier, T. Kohlmann, A. Rapp, Reminiscence Therapy for Depression in Dementia An Observational Study with Matched Pairs. In: GeroPsych (2017), 30, S. 145–151.
- zusammen mit L. Jacob, K. Kostev, Progression of mild cognitive impairment to dementia in German specialist practices. Dementia (London). 2019 Januar; 18(1), S. 380–390
- zusammen mit O. Peters, K. Kostev, Association Between Ginkgo Biloba Extract Prescriptions and Dementia Incidence in Outpatients with Mild Cognitive Impairment in Germany: A Retrospective Cohort Study. J Alzheimers Dis. 2022;86(2), S. 703–709.
- zusammen mit S. G. Riedel-Heller, K. Steininger, K. Kostev, B. Michalowsky, Trends in Dementia and Mild Cognitive Impairment Prevalence and Incidence in German General and Specialist Practices Between 2015 and 2019. J Alzheimers Dis. 2021 Jan 10.
- zusammen mit S. G. Riedel-Heller, K. Kostev, B. Michalowsky, Demenzdiagnosen in deutschen Hausarztpraxen – Ein Vergleich mit der Prävalenzschätzung für das Jahr 2021. Psychiatrie Prax. 9. Oktober 2023 Deutsch. Epub vor dem Druck. PMID 37813361.
- zusammen mit S. G. Riedel-Heller, A. Kramer, K. Kostev, A. Schrag, Trends in Prevalence of Parkinson's Disease in German General and Neurological Practices from 2010 to 2019. Fortschr Neurol Psychiatr. 2023 Jan;91(1-02): S. 19-23.
- zusammen mit A. Schrag, L. Dammertz, S. Teipel, W. Hermann, M. K. Akmatov, J. Bätzin, J. Holstiege J. Widening the Spectrum of Risk Factors, Comorbidities, and Prodromal Features of Parkinson Disease. JAMA Neurol. 2023 Feb 1;80(2), S. 161–171.
- zusammen mit W. Hewer, K. Kostev, Incidence and treatment of non-substance-induced delirium in general and specialist practices in Germany. Fortschr Neurol Psychiatr. 2018 Oct;86(10): S. 616-623.
- zusammen mit S. G. Riedel-Heller, M. Bauer, K. Kostev, Bipolar Disorder and Outcomes of Monotherapy with Lithium, Valproate, Quetiapine, Olanzapine, Venlafaxine, and Citalopram. Pharmacopsychiatry. 2021 May;54(3): S. 126-130.
- zusammen mit  F. Schömig, M. R. Lemke, M. Pumberger, S. G. Riedel-Heller, COVID-19-Pandemie: Belastungen des medizinischen Personals [COVID-19 Pandemic: Stress Experience of Healthcare Workers – A Short Current Review]. Psychiatr Prax. 2020 May;47(4): S. 190-197.
- zusammen mit  F. Schömig, T. Seehagen, S. Köhler, K. Gehring, C. Roth-Sackenheim, H. Matschinger, S. G. Riedel-Heller, Experience of Practice-Based Psychiatrists and Neurologists During the COVID-19 Pandemic]. Psychiatr Prax. 2020 May;47(4), S. 214–217.
- zusammen mit K. Kostev, S. Riedel-Heller,W. Hoffmann, B. Michalowsky, Effect of the COVID-19 pandemic on stress, anxiety, and depressive disorders in German primary care: A cross-sectional study. J Psychiatr Res. 2021 Nov. 43, S. 43–49.
- zusammen mit  K. Weber; S. G. Riedel-Heller, B. Michalowsky, K. Kostev, Mild Cognitive Disorder in Post-COVID-19 Syndrome: A Retrospective Cohort Study of 67,000 Primary Care Post-COVID Patients. J Alzheimers Dis Rep. 2022 Jun 9;6(1), S. 297–305.